# Новий Добрик
Новий Добрик (рос. Новый Добрик) — селище у Брасовському районі Брянської області Росії. Входить до складу муніципального утворення Добриковське сільське поселення.
Населення — 18 осіб.
Розташоване за 1 км на південь від села Добрик.

## Історія
Виникло у 1920-х рр. До 2005 року — в складі Добриковської сільради.

## Населення
За найновішими даними, населення — 18 осіб (2013).
У минулому чисельність мешканців була такою:
| Роки      | 1926 | 1979 | 1989 | 2002 | 2010 |
| --------- | ---- | ---- | ---- | ---- | ---- |
| Населення | 220  | 82   | 49   | 29   | 24   |